# Ronald Rudin
Pour les articles homonymes, voir Rudin.
 (mai 2021).
Si vous disposez d'ouvrages ou d'articles de référence ou si vous connaissez des sites web de qualité traitant du thème abordé ici, merci de compléter l'article en donnant les références utiles à sa vérifiabilité et en les liant à la section « Notes et références ».
Ronald Rudin, né en 1950, est un historien et un professeur québécois. 

## Biographie
Il obtient un BA à l'Université de Pittsburgh ainsi qu'une maîtrise et un doctorat à l'Université York. Il enseigne à l'Université Concordia.
Ses publications historiographiques ont semé un vif débat sur la manière d'écrire l'histoire du Québec. Il a fermement critiqué le révisionnisme (Ronald Rudin, « La quête d'une société normale: critique de la réinterprétation de l'histoire du Québec », Bulletin d'histoire politique du Québec, vol. 3, no. 2, 1995, p. 9-42.

## Ouvrages publiés
- Banking En Français : The French Banks of Quebec, 1835-1925, University of Toronto Press, 1985.
- In Whose Interest? : Quebec's Caisses Populaires, 1900-1945. McGill-Queen's University Press, 1990.
- Faire de l'histoire au Québec au vingtième siècle. Éditions du Septentrion, 1998 (traduction de Making History in Twentieth-Century Quebec, Toronto, University of Toronto Press, 1997 par Pierre R. Desrosiers).
- Founding Fathers : The Celebration of Champlain and Laval in the Streets of Quebec, 1878-1908. Toronto: University of Toronto Press, 2003.
- Remembering and forgetting in Acadie:  A historian's Journey through Public Memory.  Toronto: University of Toronto Press, 2009.(Traduction française: L'Acadie entre le souvenir et l'oubli: Un historien sur les chemins de la mémoire collective. Montreal: Boréal, 2014.)
- Kouchibouguac: Removal, Resistance, and Remembrance at a Canadian National Park (Toronto: University of Toronto Press, 2016).
- Against the Tides: Reshaping Landscape and Community in Canada's Maritime Marshlands (Vancouver: UBC Press, 2021)